# Constant de Deken
Pour les articles homonymes, voir Deken.
Constant Pierre-Joseph de Deken, né à Wilrijk (Belgique) le 7 mars 1852 et décédé le 3 mars 1896 à Boma (Congo belge), est un prêtre scheutiste belge qui fut missionnaire, d'abord dans la Chine mandchoue puis au Congo belge.

## Biographie

### Missionnaire et explorateur en Chine
Fils de Ludovicus De Deken, aubergiste, et de son épouse, Maria-Theresia Van Dyck, Constant de Deken fait ses études de théologie au grand séminaire de Malines. Se sentant appelé à une vocation missionnaire il entre ensuite au noviciat chez les pères de Scheut en 1877. Il y est ordonné prêtre le 7 juin 1879 et prononce ses vœux définitifs en mars 1881: Il est alors appelé à partir en Chine pour y évangéliser la population (1881).
Constant de Deken est envoyé à la mission sui juris d'I-li (en) dans le Turkestan chinois en Asie centrale (sous l'administration du vicariat apostolique de Kan-Su-Koukounor (en), aujourd'hui Gansu). Les scheutistes sont présents en Chine depuis 1865 et veulent étendre leur apostolat vers le nord-ouest. Il suit une courte période d'études à Lan-tchéou pour perfectionner son chinois et évangélise la région du Sichuan à partir d'avril 1882, effectuant des tournées à partir de la paroisse de Kouldja. Il est nommé ensuite dans le Turkestan chinois. Il y demeure jusqu'en 1889.
La même année, en 1889. il rallie l'expédition scientifique de Gabriel Bonvalot (accompagné du prince Henri d'Orléans, comme botaniste et photographe) qu'il retrouve au Turkestan avec son serviteur chinois Bartholomeus. Le Père de Deken parle chinois et sert d'interprête. Son but est de gagner Shanghai en traversant l'Asie centrale, le Tibet et le Tonkin que l'expédition atteint en septembre 1890. Le  Père de Deken se sépare alors des explorateurs qui prennent le bateau à Haïphong pour rentrer en France. Ce furent les premiers Européens à pénétrer dans le haut plateau tibétain, en s'écartant de la route qu'avaient effectuée auparavant le Père Huc et plus tard Nikolaï Prjevalski. Cette expédition est sans précédent, ayant parcouru six mille kilomètres d'un seul tenant et rapportant une collection botanique considérable étudiée par la suite au Muséum d'histoire naturelle de Paris. 
Un an plus tard le Père de Deken quitte la Chine et rentre à la maison-mère des scheutistes à Bruxelles où il réside un an, le temps de publier la description de son voyage dans un livre paru en français intitulé À travers l'Asie (1891).

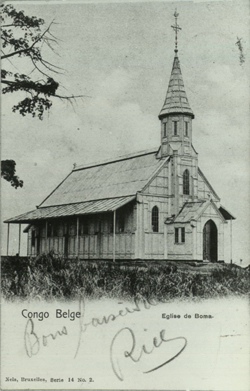
Vue de l'église de Boma

### Missionnaire au Congo belge
En juin 1892, Constant de Deken est envoyé au Congo belge (où les scheutistes sont présents depuis 1889). Il y est nommé à Boma. 
De l'automne 1894 à l'automne 1895, il se trouve de nouveau à Bruxelles pour des raisons de santé. Sa santé est défaillante. Il n'en repart pas moins pour le Congo, où il arrive en novembre 1895. Le 3 mars 1896, il meurt d'une forte fièvre à Boma quelques jours avant de fêter ses quarante-quatre ans.

## Hommages
- Une rue d'Etterbeek porte son nom, de même qu'une rue d'Anvers.
- Une statue en bronze du Père De Deken, œuvre de Jean Hérain, trône sur une place de Wilrijk, sa ville natale[2],[3].
- Il est fait chevalier de l'ordre de Léopold par le roi Léopold II de Belgique.

## Écrits
- À travers l'Asie, avant-propos de Jules Leclercq, ouvrage enrichi de gravures d'après les photographies du prince Henri d'Orléans, Bruxelles : Polleunis et Ceuterick, 1894
- Deux ans au Congo